# Apochthonius minimus
Apochthonius minimus är en spindeldjursart som beskrevs av R. O. Schuster 1966. Apochthonius minimus ingår i släktet Apochthonius och familjen käkklokrypare. Inga underarter finns listade i Catalogue of Life.